# Víctor L. Bacchetta
Víctor Leteo Bacchetta Grezzi (Montevideo, 22 de marzo de 1943) es un periodista y escritor uruguayo dedicado a los temas de medio ambiente, desarrollo social y el pasado reciente, desde las luchas sociales y políticas de los años 1960 en adelante. 

## Biografía
Entre 1962 y 1968 participó en las luchas estudiantiles e integró el Secretariado de la Federación de Estudiantes Universitarios del Uruguay (FEUU).
Fue miembro fundador del Movimiento de Acción Popular Uruguayo (MAPU) y de los Grupos de Acción Unificadora (GAU), uno de los fundadores del Frente Amplio en 1971. En los GAU tuvo responsabilidades de dirección hasta 1977, momento en que se apartó de esta organización.
A partir de 1968 se dedicó al periodismo y trabajó, entre otros, en los diarios De Frente,1 Crítica, Democracia y Ya!, que sufrieron sucesivas clausuras durante el gobierno de Pacheco Areco (1968-1972), y colaboró con los semanarios Marcha, Sur y Respuesta, todos clausurados por la dictadura cívico-militar instaurada en 1973 en Uruguay.
Para evitar la represión dictatorial, en 1974 se trasladó a la Argentina, de donde tuvo que huir también en 1977, pasando luego por Cuba, México y Brasil. En el exilio se desempeñó en diarios y revistas de Buenos Aires, La Habana, Ciudad México, Río de Janeiro, Santiago de Chile y, como corresponsal, para medios de México, Perú, España, Estados Unidos, Suecia, Suiza y Uruguay. Además, trabajó en las agencias informativas internacionales IPS, ALASEI y EFE. 
Tras el restablecimiento en 1985 de un gobierno civil en Uruguay, volvió definitivamente al país en 1991. Se incorporó al Instituto del Tercer Mundo, donde fue redactor responsable de la Revista del Sur y el boletín Tercer Mundo Económico, así como editor de la Guía del Tercer Mundo, que en 1999 pasó a denominarse Guía del Mundo, Una visión desde el Sur, y de otras publicaciones. 
Desde 2001 en adelante se desempeña como periodista ‘free lance’ en publicaciones del Uruguay y del exterior, principalmente sobre temas de medio ambiente y desarrollo social. Fue fundador en 2005 de la Red de Comunicación Ambiental de América Latina y el Caribe (RedCalc) y miembro del Comité Ejecutivo de la Federación Internacional de Periodistas Ambientales (IFEJ).
En 2011 intervino en la fundación del Movimiento por un Uruguay Sustentable (Movus), que ha tenido un activo papel en los nuevos movimientos sociales en defensa del medio ambiente y la soberanía nacional, enfrentados a los proyectos de minería metalífera a cielo abierto y de explotación de hidrocarburos no convencionales (‘fracking’), así como a la forestación para abastecer la producción en gran escala de celulosa para la exportación. 
Actualmente colabora con Sudestada. Periodismo y Transparencia y es editor de los blogs Observatorio del Agua en Uruguay y Observatorio Minero del Uruguay.

## Publicaciones
Como autor:
- Uruguay - Las enseñanzas de la huelga general. Editor Achaval Solo, con el seudónimo de Hugo Lustemberg, Buenos Aires, 1974. 224 p.
- Las historias que cuentan - Testimonios para una reflexión inconclusa. Ed. Instituto del Tercer Mundo, Montevideo, 1993. 180 p.
- Ciudadanía Planetaria - Temas y desafíos del periodismo ambiental. Editores IFEJ y FEJ, Montevideo, 2000. 224 p. ISBN 9974-39-225-X
- El fraude de la celulosa. Doble clic editoras, Montevideo, 2008. 224 p. ISBN 978-9974-670-53-2
- El asesinato de Arbelio Ramírez. La república a la deriva. Doble clic editoras, Montevideo, 2010. 248 p. ISBN 978-9974-670-67-9
- Aratiri y otras aventuras. Las soberanías cuestionadas. Doble clic editoras, Montevideo. 2015. 288 p. ISBN 978-9974-670-94-5
- La entrega. El proyecto Uruguay-UPM. Leticia Ogues y Susana Aliano aditoras, Montevideo, 2019. 204 p. ISBN 978-9974-8697-3-8
- El pacto colonial. UPM Uruguay. Movimiento por un Uruguay Sustentable (Movus), Montevideo, 2021. 228 p. ISBN 978-9915-40-714-2
- Las historias que no nos contaron. Golpe de estado-Huelga general 1973. Ed. Sitios de Memoria, 2023. 304 p. ISBN 978-9915-9310-4-3

Como editor:
- Observatorio minero del Uruguay (2011-...) http://www.observatorio-minero-del-uruguay.com/
- Observatorio del agua en Uruguay (2004-...) http://www.observatoriodelaguaenuruguay.com/
- Guía de las Mujeres 2000 - América Latina y el Caribe (1999-2000)
- Guía del Mundo (1996-2000)
- Guía del Tercer Mundo (1991-1992)
- Revista del Sur (1992-1996)
- Tercer Mundo Económico, Boletín (1992-1996)